# Spółgłoska nosowa tylnojęzykowo-miękkopodniebienna dźwięczna
Spółgłoska nosowa tylnojęzykowo-miękkopodniebienna – rodzaj dźwięku spółgłoskowego występujący w językach naturalnych. W międzynarodowej transkrypcji fonetycznej IPA oznaczanej symbolem: [ŋ].

## Artykulacja

### Opis
W czasie artykulacji podstawowego wariantu [ŋ]:
- modulowany jest prąd powietrza wydychanego z płuc, czyli jest to spółgłoska płucna agresywna
- Mimo iż dochodzi do zablokowania przepływu powietrza przez tor ustny jamę ustną, podniebienie miękkie jest opuszczone i powietrze uchodzi przez nos – jest to spółgłoska nosowa
- prąd powietrza w jamie ustnej przepływa ponad całym językiem lub przynajmniej powietrze uchodzi wzdłuż środkowej linii języka – jest to spółgłoska środkowa
- tylna część języka dotyka podniebienia miękkiego – jest to spółgłoska miękkopodniebienna
- wiązadła głosowe periodycznie drgają, spółgłoska ta jest dźwięczna

### Warianty
Opisanej powyżej artykulacji może towarzyszyć dodatkowo:
- wzniesienie środkowej części grzbietu języka w stronę podniebienia twardego, mówimy wtedy o spółgłosce zmiękczonej (spalatalizowanej): [ŋʲ]
- przewężenie w gardle, mówimy o spółgłosce faryngalizowanej: [ŋˤ]
- zaokrąglenie warg, mówimy wtedy o labializowanej spółgłosce [ŋʷ]

### Wymowa
- W języku niemieckim jak polskie „n” w wyrazie bank ['baŋk], w niektórych wyrazach obcego pochodzenia zbitka głosek „ng”

## Przykłady
W pozycji nagłosowej spółgłoska ta pojawia się rzadko, ze względu na trudność w utrzymaniu dźwięczności w niewielkiej przestrzeni między głośnią a miejscem jej artykulacji. Głoska ta jest za to częsta w pozycji wygłosowej i przed inną spółgłoską welarną.
- w języku angielskim: singer [sɪŋə(ɹ)] 'śpiewak'
- w języku fińskim: lanka [ˈlɑŋkɑ] 'nitka'
- w języku maryjskim: эҥер [eŋer] 'rzeka'
- w języku niemieckim: fangen [faŋən] 'łapać' i anglikanisch [aŋgli'ka:nɪʃ] 'anglikański'
- w języku mandaryńskim: 北京 (běijīng) [pei˨˩˦ tɕɪŋ˥˥] 'Pekin'
- w języku polskim: bank ['bãŋk]
- w suahili: ng'ombe [ŋɔmbɛ] 'krowa, bydło'